# Щъркелите (чешма)
Щъркелите е чешма в Симитли, България, един от символите на градчето.

## Местоположение
Чешмата се намира на централната улица на Симитли, до Банята.

## История
Чешмата е изградена през 60-те години на XX век. Носи името си по двойката месингови щъркели, поставени отгоре на чешмата. Чешмата скоро става символ на града. По-късно щъркелите са откраднати и предадени за скрап, а чешмата е запусната и не работии. В 2014 година Юлиян Айков дарява парите от улавянето на Богоявленския кръст за възстановяването на чешмата. Художникът Николай Кашев по стари снимки изработва новите месингови щъркели, които са отлети в леарната на Румен Ханджийски и поставени на новата чешма в 2019 година по повод 50-годишнината от обявяването на Симитли за град.